# ヤヤ・バナナ
ヤヤ・バナナ（仏:Banana Yaya）は、カメルーン・マルア出身のサッカー選手。ヨルダンリーグのシャバーブ・アル・オルドゥン・クラブ所属。カメルーン代表。ポジションはディフェンダー。

## 経歴
2009年6月、バナナはチュニジアのエスペランス・スポルティーブ・ドゥ・チュニスと契約し、プロサッカー選手としてデビューした。その後、2011年12月にはFIFAクラブワールドカップに出場する為に訪日した。
2012年1月17日に、FCソショーに移籍した。しかし2012年12月に脹脛の肉離れを起こし翌年3月まで離脱を余儀なくされた。2013年8月30日付でFCローザンヌ・スポルトにレンタル移籍した。
2014年7月、プラタニアスFCに移籍。
2017年6月23日、オリンピアコスFCに移籍したが、即日パニオニオスFCに貸し出され、2019年に退団するまでパニオニオスのみでプレーした。

## 代表歴
2015年3月30日に行われたタイ王国代表との親善試合で代表初出場。2017年11月11日の2018 FIFAワールドカップ・アフリカ3次予選のザンビア戦で代表初得点を挙げた。

## タイトル
クラブ
 エスペランス・チュニス
- CAFチャンピオンズリーグ 2011
- チュニジア・リーグ: 2009–10、2010–11